# Europaparlamentets fiskeriutskott
Europaparlamentets fiskeriutskott (franska: La Commission de la pêche, PECH) är ett av Europaparlamentets 20 ständiga utskott för att bereda ärenden i parlamentet.
Utskottets nuvarande ordförande, vald den 10 juli 2019, är den brittiske Europaparlamentsledamoten Chris Davies (RE).
Fiskeriutskottet arbetar med bland andra följande frågor:
- Verksamhet inom och utveckling av en gemensam fiskepolitik och dess förvaltning
- Upprätthållande av fiskbeståndet
- Gemensam marknad för fiske
- Strukturfrågor rörande fiske och vattenbruk
- Internationella fiskefrågor

## Presidium
| Namn                       | Funktion i utskottet | Land           | Grupp | Bild |
| -------------------------- | -------------------- | -------------- | ----- | ---- |
| Chris Davies               | Ordförande           | Storbritannien | RE    |      |
| Peter van Dalen            | Viceordförande       | Nederländerna  | EPP   |      |
| Søren Gade                 | Viceordförande       | Danmark        | RE    |      |
| Giuseppe Ferrandino        | Viceordförande       | Italien        | S&D   |      |
| Cláudia Monteiro de Aguiar | Viceordförande       | Portugal       | EPP   |      |